# Agneta Bäcklund
Solveig Boian Agneta Bäcklund, född 25 april 1960 i Luleå i Norrbottens län, är en svensk jurist. Hon är justitieråd i Högsta domstolen sedan 2010.
Agneta Bäcklund avlade juristexamen vid Stockholms universitet 1985. Hon tjänstgjorde därefter som tingsnotarie vid Norrköpings tingsrätt åren 1985–1988. Hon fortsatte sedan på domarbanan och blev fiskal i Svea hovrätt 1989 och utnämndes till assessor i hovrätten 1994. Hon var rättssakkunnig i Justitiedepartementet 1994–1998, kansliråd 1998–2000, ämnesråd 2000–2002 samt departementsråd och chef för åklagarenheten 2002–2003, departementsråd och chef för straffrättsenheten 2003–2005 och rättschef 2005–2010. Bäcklund utnämndes 2010 till justitieråd i Högsta domstolen.
Hon är ordförande i Institutet för rättshistorisk forskning, samt styrelseledamot i AIDP:s svenska avdelning (Association Internationale de Droit Pénal).